# 相対的内部
数学において、集合の相対的内部（そうたいてきないぶ、英: relative interior）は、集合の内部の概念を精錬したもので、高次元空間内の低次元集合を扱う際にしばしば有用となる。直観的に、与えられた集合の相対的内部とは、その集合の（その集合を含む最小の部分空間に相対する意味での）「へり」にない全ての点からなる。
厳密には、集合 S の相対的内部 relint(S) は、S のアフィン包の中で考えた S の内部、すなわち
{\displaystyle \operatorname {relint} (S):=\{x\in S:\exists \epsilon >0,N_{\epsilon }(x)\cap \operatorname {aff} (S)\subseteq S\}}
として定義される。ここで aff(S) は S のアフィン包であり、Nε(x) は x を中心とする半径 ε の球である。球の構成には任意の距離を用いてよい（即ち、すべての距離函数が相対的内部として同じ集合を定義する）。
任意の空でない凸集合 C ⊆ Rn に対して、相対的内部は次で定義される。
{\displaystyle \operatorname {relint} (C):=\{x\in C:\forall {y\in C}\;\exists {\lambda >1}:\lambda x+(1-\lambda )y\in C\}}.